# Anthidium flavotarsum
Anthidium flavotarsum är en biart som beskrevs av Wu 1982. Anthidium flavotarsum ingår i släktet ullbin, och familjen buksamlarbin. Inga underarter finns listade i Catalogue of Life.